# Erich Recknagel
Erich Recknagel (* 3. Dezember 1904 in Oberschönau; † 16. August 1973 in Ohrdruf) war ein deutscher Skispringer und Nordischer Kombinierer.
Recknagel, der für den WSV Oberschönau startete, war im Dezember 1926 u. a. neben Heinz Strischek, Walter Glaß, Franz Thannheimer und Wilhelm Braun Teilnehmer des ersten olympischen Trainingskurses der deutschen Ski-Elite, der die Teilnehmer auf die Olympischen Spiele 1928 vorbereiten sollte. Dort machte er mit Sprungweiten um die 50 Meter auf sich aufmerksam. Bei den Olympischen Winterspielen 1928 in St. Moritz erreichte er dann im Skispringen den 11. Platz. Im ersten Durchgang erreichte er dabei mit 62 m eine neue olympische Bestleistung. Ein Jahr später stellte er mit der gleichen Weite den neuen Schanzenrekord auf der damals größten deutschen Schanze, der Hans-Heinz-Schanze in Johanngeorgenstadt auf. 1930 wurde Recknagel Deutscher Meister.
Bei der Nordischen Skiweltmeisterschaft 1931 startete Recknagel in der Kombination und im Springen. In beiden Wettbewerben konnte er jedoch keine Medaille gewinnen, im Springen stürzte er schwer.
Recknagel war bereits zum 26. April 1926 der NSDAP und SA beigetreten, aber zum 22. Oktober 1927 ausgetreten. Zum 1. August 1932 trat er der Partei wieder bei (Mitgliedsnummer 1.225.909) und schloss sich auch wieder der SA an.  Im Januar 1937 arbeitete er an der Dresdner Führerschule der Obersten SA-Führung und nahm an der Weihe der Sachsenschanze teil. Zum 30. Januar 1942 wurde er in der SA zum Hauptsturmführer befördert.
Erich Recknagel war einer der ersten Skisportler, der mit Rollen unter den Skiern auch im Sommer trainierte.